# عبد الله الفخري
سيدنا عبد الله بن محمد بن حسين المكرمي الفخري الداعي هو الداعي المطلق الثاني والخمسون للبهرة السليمانية من الطائفة الإسماعيلية.
توفي الفخري في 7 نيسان 2015 م.